# Gribskov
La commune de Gribskov est une commune danoise de la région Hovedstaden. La population de la commune s'élevait en janvier 2020 à 41 048 habitants alors que sa superficie est de 280 km2.

## Histoire
La commune de Gribskov est le résultat du rassemblement des deux communes de :
- Græsted-Gilleleje
- Helsinge

## Politique
| Identité                             | Période          | Période          | Durée                      |
| Identité                             | Début            | Fin              | Durée                      |
| ------------------------------------ | ---------------- | ---------------- | -------------------------- |
| Jannich Petersen (d) (né en 1944)    | 1er janvier 2007 | 31 décembre 2009 | 2 ans, 11 mois et 30 jours |
| Jan Ferdinandsen (d) (né en 1943)    | 1er janvier 2010 | 31 décembre 2013 | 3 ans, 11 mois et 30 jours |
| Kim Valentin (en) (né en 1963)       | 1er janvier 2014 | 31 décembre 2017 | 3 ans, 11 mois et 30 jours |
| Anders Gerner Frost (d) (né en 1976) | 1er janvier 2018 | 31 décembre 2021 | 3 ans, 11 mois et 30 jours |
| Bent Hansen (d) (né en 1962)         | 1er janvier 2022 | En cours         | 3 ans, 2 mois et 13 jours  |

## Population et société

### Démographie
Évolution de la population 

41 107 (2016)

## Jumelage
| Ville | Ville | Pays | Pays  |
| ----- | ----- | ---- | ----- |
|       | Osby  |      | Suède |